# Maria Lenk
Maria Emma Hulga Lenk Zigler (São Paulo, 15 de enero de 1915 – Río de Janeiro, 16 de abril de 2007) fue una nadadora brasileña, la única mujer del país en entrar en el Swimming Hall of Fame de Fort Lauderdale (Florida).
Maria Lenk fue la primera nadadora brasileña en batir un récord mundial y dio al Clube de Regatas do Flamengo varios títulos importantes. Se la considera una pionera de la natación moderna, ya que fue la primera mujer en utilizar el estilo mariposa en competición, y fue la responsable de introducir este tipo de brazada en los Juegos Olímpicos de Verano de 1936 en Berlín, en una prueba en estilo braza.

## Biografía

Maria Lenk.

En su niñez, Maria Lenk sufrió una neumonía bilateral. Una vez recuperada, los padres pensaron que la natación sería beneficiosa para la salud de su hija de diez años. A falta de piscinas, la paulista Maria Lenk tuvo que dar sus primeras brazadas en el río Tietê. En aquella época el río no estaba contaminado, como ocurre hoy en día, y se permitía el baño recreativo y la práctica de deportes náuticos. Entre 1932 y 1935 venció 4 veces consecutivas la competición femenina de la tradicional Travesía de São Paulo a Nado.

A los diecisiete años ya era una deportista de talla internacional. Fue la primera mujer sudamericana en competir en unos Juegos Olímpicos, en Los Ángeles 1932. Maria, junto a los otros 68 atletas del equipo olímpico brasileño, sufragaron el coste del viaje transportando sacos de café en la bodega del barco en el que viajaban, que debían vender en las escalas. «Lo que importaba era el concepto del amateurismo. Yo competí con un uniforme prestado, que tuve que devolver al terminar las pruebas», recordaba.En la competición en suelo estadounidense, defendió a Brasil en tres pruebas. En los 100 metros libres, llegó hasta la cuarta eliminatoria, pero no llegó a las semifinales. En los 100 metros espalda, fue descalificada en la segunda eliminatoria. En los 200 metros espalda, llegó hasta la tercera eliminatoria, pero no se clasificó para la ronda final.
En los Juegos siguientes, los de Berlín 1936, sorprendió nadando en estilo mariposa. En 1939, durante la preparación para la siguiente competición olímpica, rompió dos récords mundiales individuales, en 200 m y 400 m braza. Se convirtió así en la primera y única brasileña en conseguirlo. El récord de los 400 metros braza (6:15.80) fue registrado el día 11 de octubre de aquel año en la piscina del Club de Regatas Guanabara de Río de Janeiro. El 8 de noviembre, Lenk nadó los 200 metros en 2:56.0, en las mismas instalaciones, superando en nueve décimas la marca de Jopie Waalberg. Este récord se mantuvo durante casi 5 años, hasta que la neerlandesa Nel van Vliet lo batió el 17 de agosto de 1946, con un tiempo de 2:52.6.

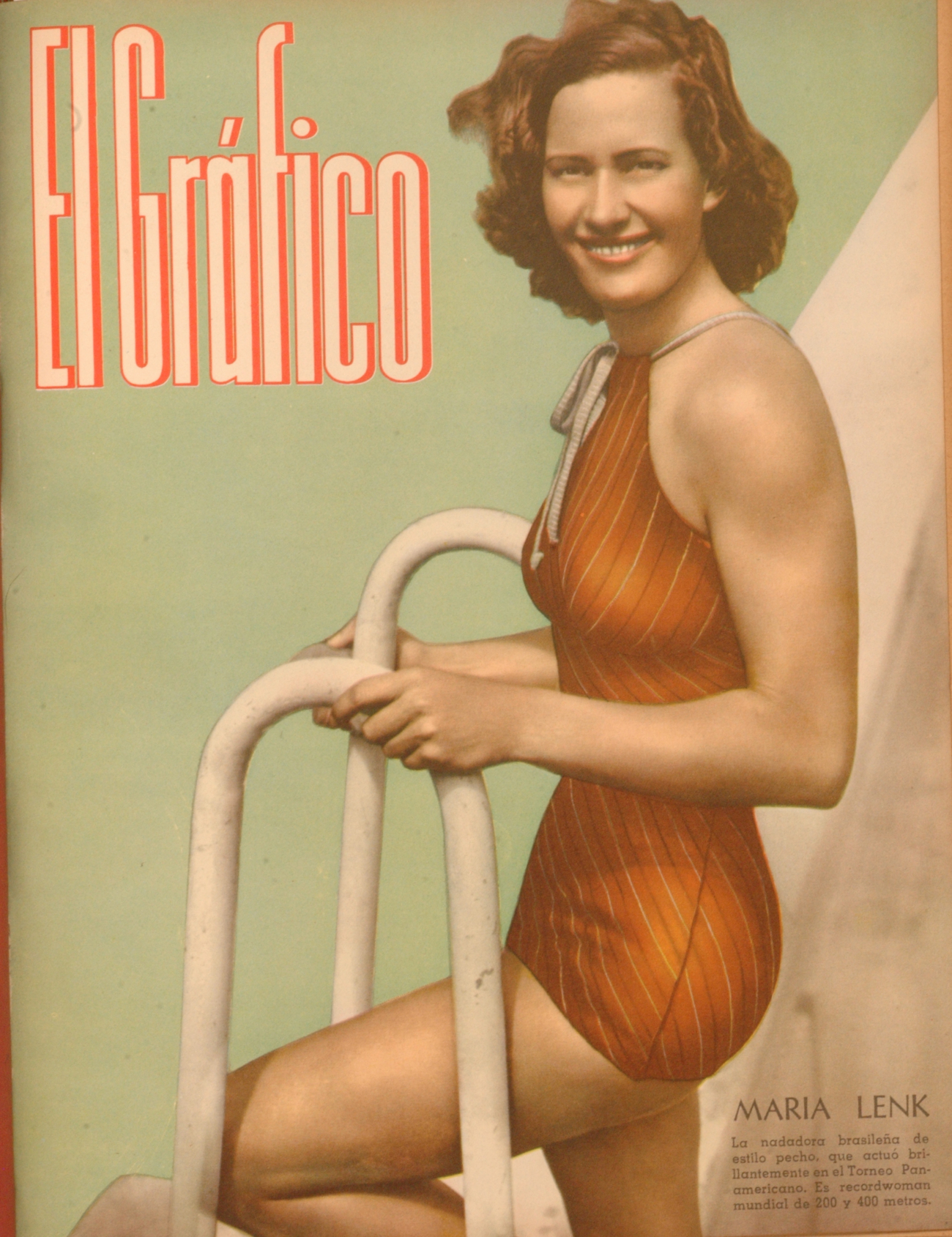
Maria Lenk en la portada de la revista argentina El Gráfico del 9 de febrero de 1940.

Era la gran favorita para ser la primera mujer brasileña en ganar la medalla de oro olímpica en deportes individuales, pero sus planes para competir en los Juegos de 1940 se vieron interrumpidos por el inicio de la Segunda Guerra Mundial. Tal hazaña la lograría, 68 años después, la saltadora Maurren Maggi, en los Juegos Olímpicos de Pekín 2008.
A principios de los años 40 se integró en una delegación de nadadores sudamericanos que realizó una gira por Estados Unidos, en la que fue la única mujer. Batió doce récords norteamericanos y aprovechó su estancia allí para concluir sus estudios de educación física en la Universidad de Illinois en Springfield.
Se retiró de la competición en 1942, pero nunca dejó de nadar. Aquel mismo año ayudó a fundar la Escuela Nacional de Educación Física de la Universidad de Brasil, actual Universidad Federal de Río de Janeiro, de la que fue profesora durante más de cuatro décadas. También fue miembro vitalicio de la Sociedad Americana de Técnicos de Natación.
Aún ostenta varios récords mundiales máster, y entró en el Salón de la Fama de la Federación Internacional de Natación (FINA) en 1988, año en que fue galardonada con el premio Top Ten por ser una de los diez mejores nadadores máster del mundo. En el campeonato mundial de la categoría 85-90 años, celebrado en Múnich en agosto de 2000, obtuvo cinco medallas de oro: 100 m braza, 200 m libres, 200 m espalda, 200 m estilos y 400 m libres. En este torneo se ganó el apodo de «la Mark Spitz de la tercera edad», en referencia a las siete medallas de oro que el nadador estadounidense ganó en los Juegos Olímpicos de Verano de 1972, celebrados en la misma ciudad.

Maria Lenk es recibida por el presidente Getúlio Vargas.

En 1986 publicó la autobiografía Braçadas e abraços. En 2003, después de tres años de investigaciones, publicó el libro Longevidade e Esporte, en el que mostraba los beneficios de la práctica del deporte. Nadaba a diario unos 1.500 metros hasta los últimos días de su vida.

## Homenajes
En 1988, Maria Lenk entró en el International Swimming Hall of Fame. Fue la primera brasileña en ser incluida. En 2004 recibió de manos del Comité Olímpico Brasileño el Trofeo Adhemar Ferreira da Silva, galardón que se encuentra dentro de los Premios Brasil Olímpico, por sus servicios prestados al olimpismo en su país.
En 2007, el Ayuntamiento de Río de Janeiro, a iniciativa del entonces alcalde Cesar Maia, dio el nombre de Maria Lenk al Parque Acuático construido para los Juegos Panamericanos de 2007, y que más tarde sería sede de los Juegos Olímpicos de Río 2016. Las instalaciones cuentan con una piscina olímpica, una de entrenamiento y una para los saltos de trampolín.
La Confederación Brasileña de Deportes Acuáticos rebautizó con su nombre el Trofeo Brasil de Natación.El 20 de julio de 2022 fue declarada Patrona de la Natación Brasileña, a través de la Ley n.º 14 418/2022.

## Vida personal
Era hija de los inmigrantes alemanes Paul y Rosa Lenk, que llegaron a Brasil en 1912, y hermana de la también nadadora Sieglinda Zigler, y de Ernesto Lenk, que se dedicó al baloncesto. Tuvo dos hijos, Gilbert y Marlen.
Maria Lenk fue un personaje también polémico, por su fuerte carácter, y era tenida como una entrenadora excesivamente estricta por sus alumnos y compañeros de profesión. 
Falleció a los 92 años a consecuencia de una parada cardiorrespiratoria que sufrió en plena sesión de entrenamiento en el club social del Flamengo. Fue trasladada al Hospital Copa D'Or de Copacabana, pero no logró sobrevivir.
En 2022, el fondo documental de Maria Lenk fue donado al Archivo Nacional de Río de Janeiro por Francisco da Costa e Silva Júnior, sobrino de la atleta.